# مدولاسیون متقابل فاز
مدولاسیون متقابل‌فاز (ایکس‌پی‌اِم) (به انگلیسی: Cross-phase modulation) (اختصاری XPM) یا مدولاسیون فازمتقابل یک اثر نوری غیرخطی است که در آن یک طول‌موج نور می‌تواند از طریق اثر نوری کر، فاز طول‌موج دیگری از نور را تحت تأثیر قرار دهد. وقتی توان نوری یک طول‌موج بر ضریب شکست تأثیر می‌گذارد، تأثیر ضریب شکست جدید بر طول‌موج دیگر به عنوان ایکس‌پی‌اِم شناخته می‌شود.

## کاربردهای ایکس‌پی‌اِم
مدولاسیون متقابل‌فاز می‌تواند به عنوان فنّی برای افزودن اطلاعات به جریان نور با تغییردادن فاز یک پرتو نوری همدوس با پرتو دیگر از طریق برهمکنش در یک محیط غیرخطی مناسب مورد استفاده قرار گیرد. این تکنیک در مخابرات فیبر نوری کاربرد دارد. اگر هر دو پرتو طول‌موج یکسانی داشته باشند، این نوع مدولاسیون متقابل‌فاز، تبهگنی (degenerate) است.
ایکس‌پی‌اِم یکی از رایج‌ترین فنون مورد استفاده برای اندازه‌گیری‌های غیرتهاجمی کوانتومی است.
از دیگر کاربردهای مفید ایکس‌پی‌اِم می‌توان به موارد زیر اشاره کرد:
- فشرده‌سازی پالس نوری غیرخطی پالس‌های فراکوتاه
- قفل مُدی غیرفعال
- کلیدزنی نوری فوق سریع
- دی‌مالتی‌پلکس کردن کانال‌های اوتی‌دی‌اِم
- تبدیل طول‌موج کانال‌های دبلیودی‌اِم
- اندازه‌گیری خواص نوری غیرخطی محیط (ضریب غیرخطی n₂ (غیرخطسانی کر) و زمان واهلش (relaxation time) پاسخ غیرخطی)[۱]

## معایب ایکس‌پی‌اِم

### ایکس‌پی‌اِم در کاربردهای دی‌دبلیودی‌اِم
در کاربردهای مالتی‌پلکسینگ تقسیم طول‌موج متراکم (دی‌دبلیو دی‌اِم) با مدولاسیون شدت و آشکارسازی مستقیم (IM-DD)، اثر ایکس‌پی‌اِم یک فرایند دو مرحله‌ای است: ابتدا سیگنال توسط سیگنال دومِ هم‌زادساز (copropagating)، مدوله فاز می‌شود. در مرحله دوم، پاشش منجر به تبدیل مدولاسیون فاز به یک تغییر توان می‌شود. علاوه بر این، پاشش منجر به فاصله‌گذاری بین‌کانال‌ها می‌شود و در نتیجه اثر ایکس‌پی‌اِم را کاهش می‌دهد.
- ایکس‌پی‌اِم منجر به تداخل بین‌کانالی در سامانه‌های دبلیودی‌اِم می‌شود
- می‌تواند لغزش دامنه و زمان ایجاد کند